# Valeria Santos
Valeria Santos Vélez (23 aprile 1998) è una pallavolista portoricana, nel ruolo di libero.

## Biografia
È la sorella gemella del cestista Kenneth Santos.

## Carriera

### Club
La carriera di Valeria Santos inizia nei tornei scolastici portoricani, giocando per la Christian Military Academy. Dopo il diploma gioca a livello universitario nei tornei statunitensi: è prima impegnata per due annate in NJCAA Division I con il Miami Dade College, vincendo un titolo nazionale, e poi in NCAA Division I con la Florida International, sempre per due annate.
Inizia la carriera da professionista prendendo parte alla Liga de Voleibol Superior Femenino 2022 con le Pinkin de Corozal, vincendo lo scudetto. Nell'edizione seguente del torneo passa alle Leonas de Ponce, mentre nell'annata 2024 indossa la casacca delle Changas de Naranjito.

### Nazionale
Nel 2014 viene convocata nella nazionale portoricana Under-18 per il campionato nordamericano, mentre un anno dopo partecipa alla Coppa panamericana.

## Palmarès

### Club
- NJCAA Division I: 1

2017
- Campionato portoricano: 1

2022